# Caboolture River
Caboolture River är ett vattendrag i Australien. Det ligger i delstaten Queensland, omkring 35 kilometer norr om delstatshuvudstaden Brisbane.
I omgivningarna runt Caboolture River växer huvudsakligen savannskog. Genomsnittlig årsnederbörd är 1 434 millimeter. Den regnigaste månaden är januari, med i genomsnitt 283 mm nederbörd, och den torraste är oktober, med 22 mm nederbörd.